# Соболиний
Соболи́ний (рос. Соболиный ручей) — річка в Республіці Комі, Росія, права притока річки Иджид-Ляга, лівої притоки річки Ілич, правої притоки річки Печора. Протікає територією Троїцько-Печорського району.
Річка починається на південних схилах гори Торрепорреїз (висота 774 м). Протікає на південний захід та захід.